# Landliebe
Unter der Marke Landliebe vertreibt die Landliebe GmbH, ein Tochterunternehmen der Unternehmensgruppe Theo Müller, Molkereiprodukte. Landliebe war ursprünglich eine Marke der Südmilch AG und wurde nach der Fusion mit Campina BV im Jahr 1993 ein Tochterunternehmen von FrieslandCampina Germany beziehungsweise des niederländischen Mutterkonzerns Royal FrieslandCampina. Seit Anfang 2023 gehören die Marke Landliebe und das Deutschlandgeschäft von Royal FrieslandCampina zur Unternehmensgruppe Theo Müller.

## Milchprodukte

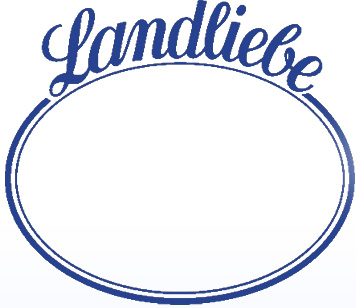
Ursprüngliches Logo von Landliebe (Milchprodukte)

Inhaber der Marke Landliebe im Bereich Milchprodukte ist die Unternehmensgruppe Theo Müller mit Sitz in Luxemburg (Stadt). Die Grundfarbe dieser Marke ist blau.
Das Speiseeis der Marke Landliebe wird für Landliebe von der Froneri Ice Cream Deutschland GmbH, ehemals Roncadin GmbH, produziert.
Seit 2008 werden einige Landliebe-Produkte ohne gentechnisch veränderte Pflanzen im Tierfutter produziert.

## Fruchtzubereitungen
Konfitüren der Marke werden von Zentis hergestellt.

## Geschichte
2021 wechselte Jan Kruise in die Konzernzentrale nach Amersfoort. Sein Nachfolger wurde am 1. September 2021 Guido Kühne, der seit 2018 bei Friesland Campina arbeitet.
Am 15. Juni 2022 gab Friesland Campina bekannt, dass die Unternehmensgruppe Theo Müller das Deutschlandgeschäft von Landliebe übernehmen wird. Am 20. Juni 2022 stimmten der Aufsichtsrat von Friesland Campina sowie der Mitgliederrat der Molkereigenossenschaft dem Verkauf zu. Das Bundeskartellamt stimmte dem Verkauf im Februar 2023 unter Auflagen zu. Eine der Auflagen ist, dass die Unternehmensgruppe Theo Müller den Geschäftsbereich Tuffi an eine unabhängige dritte Molkerei verkaufen muss. Landliebe-Lizenzen für Frischmilch im Glas und frische Milchmischgetränke gingen an Schwarzwaldmilch.
Im Februar 2024 wurde angekündigt, dass die beiden letzten Produktionsstandorte von Landliebe innerhalb Deutschlands in Heilbronn und Schefflenz bis zum Sommer 2026 geschlossen werden würden. Die Werke seien nicht mehr rentabel.